# Aurantiporellus
Aurantiporellus is een monotypisch geslacht van schimmels behorend tot de familie Pycnoporellaceae. De typesoort is Aurantiporellus alboluteus.